# ماثيو بارنت روبنسون
ماثيو بارنت روبنسون (بالإنجليزية: Matthew Barnett Robinson)‏ هو عالم جريمة أمريكي، ولد في 1970 في فورت لودرديل في الولايات المتحدة.